# Bernard Arnold Kahn

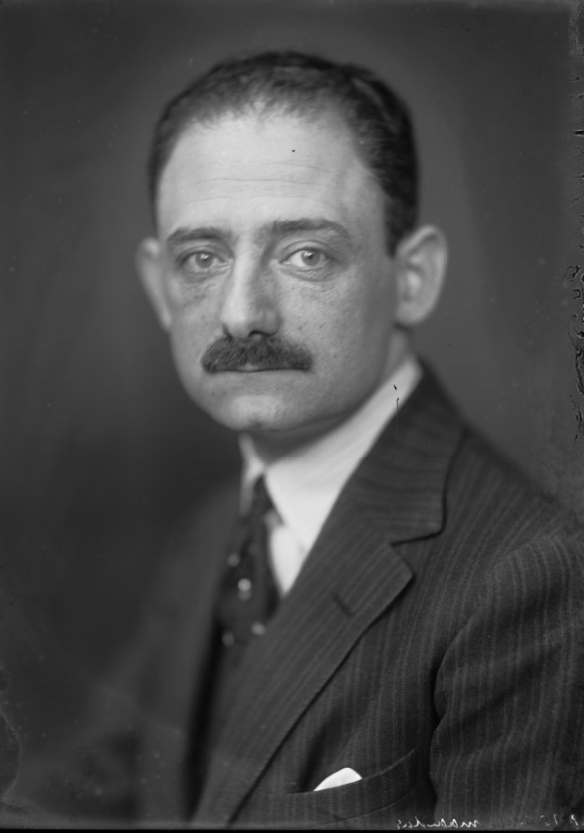
Bernard Arnold Kahn (1930)

Bernard Arnold Kahn (geb. 27. Februar 1886 in Amsterdam, gest. 29. Mai 1941 im KZ Buchenwald bei Weimar) war ein aus einer jüdischen Familie stammender niederländischer Jurist, Warenhausbesitzer und -geschäftsführer, Zionist und Opfer des Nationalsozialismus.

## Leben
Arnold Kahn wuchs als ältester Sohn einer vermögenden Familie in einer am Vondelpark gelegenen Villa auf. Sein Vater Sylvain Kahn stammte aus Schirrhofen im Elsass und war Mitgründer und geschäftsführender Gesellschafter des führenden Amsterdamer Modekaufhauses Hirsch & Cie, seine Mutter Juliette, geb. Berg, stammte aus Warburg in Westfalen und war Schwester des Mitgeschäftsführers Sally Berg. Seine vier jüngeren Geschwister waren Caroline Alice (1887–1972), Henri René (1888–1970), Salomon Paul (1892–1893) und Sophie Marthe (1893–1943). 1897 wurde die Villa für die gewachsene Familie nach Plänen des Amsterdamer Architekten Gerrit van Arkel (1858–1918) erweitert.
Kahn absolvierte ein Jurastudium, das er 1919 mit der Promotion abschloss. Ab 1916 war er Direktor der Parfümfabrik Caraba, die am 24. Juli 1916 in Amsterdam gegründet worden war, nachdem die Parfümfabrik d’Orsay von Kahns Onkel Sally Berg in Frankreich während des Ersten Weltkriegs als Feindvermögen beschlagnahmt worden war. Das Unternehmen stellte Parfüms und Toilettenartikel her, war jedoch wirtschaftlich nicht sehr erfolgreich und wurde 1926 verkauft.
1920 war Kahn auf einem Londoner Zionistenkongress an der Gründung des Palästina-Aufbaufonds (Keren Hajesod) in den Niederlanden beteiligt und wirkte ab 1921 dort als Sekretär und Mitglied des Kuratoriums. Die von ihm verfassten Jahresberichte gaben einen guten Überblick über die wirtschaftliche und kulturelle Entwicklung beim Aufbau des jüdischen Palästina. 1922 bis 1927 arbeitete er zudem in der Redaktion der zionistischen Zeitschrift Das Gelobte Land. Am 21. März 1922 heiratete er die Bankierstochter Judica Kalker (1884–1961), mit der er drei Kinder bekam: Gideon Jehuda Sylvain Kahn (geb. 1923), Benjamin Jacob Albert Sylvain Kahn (1924–2011) und Noemi Constance Kahn, verh. Hamburger (1926–1998). Die Familie bezog ein neu erbautes Haus in Amsterdam-Zuid, Hacquartstraat 17.
Seit seiner Heirat war Kahn in der Leitung des Kaufhauses Hirsch & Cie. tätig; nach dem Tod seines Vaters 1929 wurde er dort Mitgeschäftsführer. 1931 bereiste er Palästina und berichtete darüber auf mehreren zionistischen Treffen. Zuletzt trat er 1938 mit Chaim Weizmann im Concertgebouw öffentlich auf. Trotz des auch in den Niederlanden wachsenden Antisemitismus empfahl er der Belegschaft des Kaufhauses, in den Niederlanden zu bleiben und sich für die Gleichberechtigung der Juden einzusetzen. Zahlreichen aus Deutschland geflüchteten Juden gab er Arbeit.

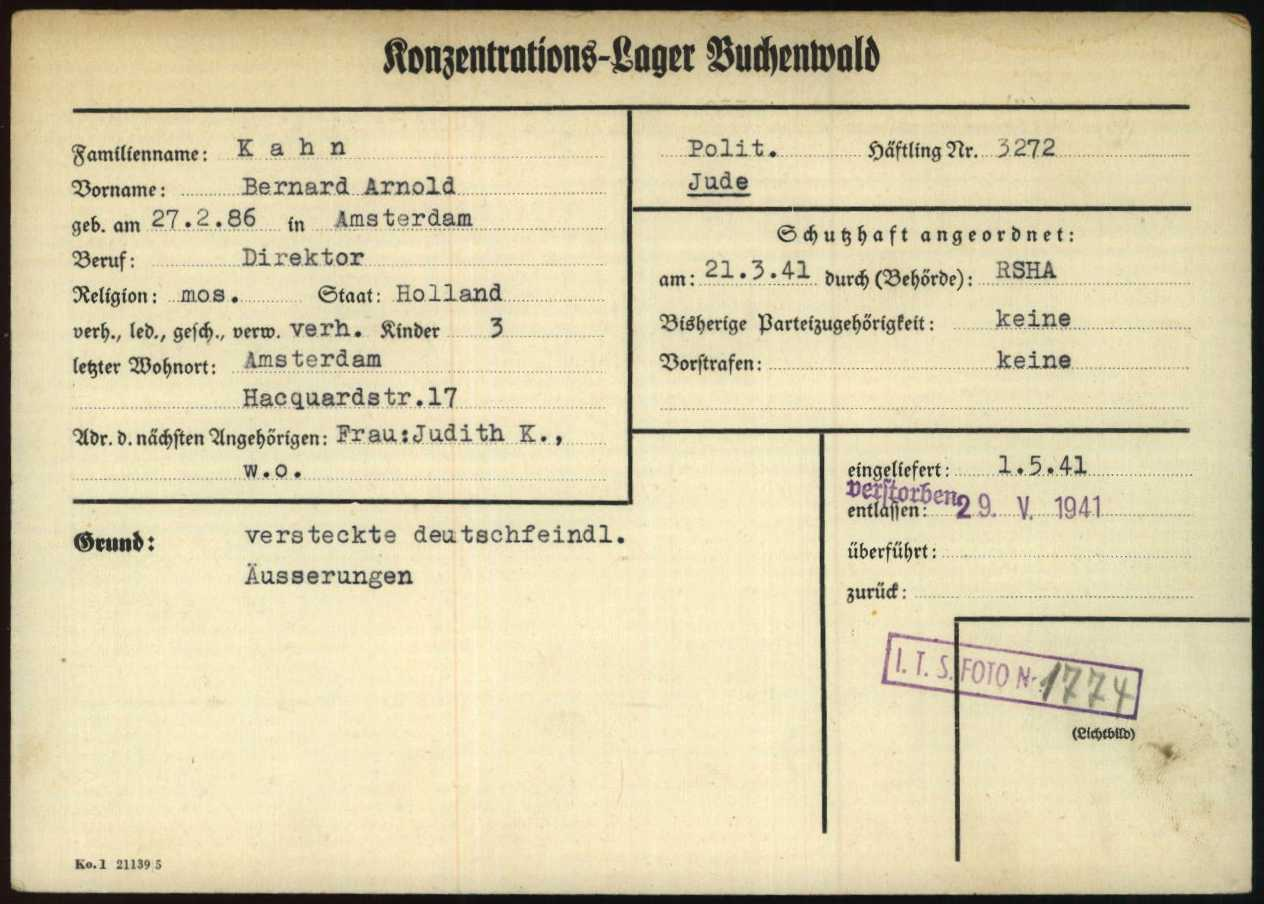
KZ Buchenwald, Karteikarte Bernard Arnold Kahn 1941

Während des Zweiten Weltkriegs waren die Niederlande ab dem 15. Mai 1940 von Deutschland besetzt. Zum Jahreswechsel 1940/41 hielt Kahn im Kaufhaus Hirsch & Cie. eine Neujahrsansprache an die Belegschaft, in der er den Stolz auf sein Judentum betonte und an den niederländischen Patriotismus seiner Angestellten appellierte. Er sagte unter anderem, die Herzen der Geschäftsleitung schlügen im Gleichtakt mit denen der Angestellten und erhöben sich mehr denn je, wann immer der Klang des alten Wilhelmus zu hören sei. Unter den Zuhörern waren Mitglieder des NSB, und Kahn wurde denunziert. Am 15. Januar 1941 wurde er zusammen mit René Kahn und Robert Berg, den beiden anderen Direktoren von Hirsch & Cie., verhaftet und im Gefängnis Weteringschans inhaftiert, das unmittelbar an das Gebäude von Hirsch & Cie angrenzte, so dass Kahn durch sein Zellenfenster mit seiner Familie kommunizieren konnte. Während René Kahn und Berg nach drei Wochen wieder freikamen, wurde Arnold Kahn zu einer kurzen Gefängnisstrafe verurteilt, nach deren Verbüßung aber nicht freigelassen, sondern aufgrund eines „Schutzhaftbefehls“ des Reichssicherheitshauptamts vom 21. März 1941 mit der Begründung „versteckte deutschfeindl. Äußerungen“ weiter festgehalten und in das KZ Buchenwald deportiert. Dort kam er am 1. Mai 1941 an, erhielt als politischer Häftling und Jude die Häftlingsnummer 3272 und starb ca. 4 Wochen später, am 29. Mai 1941, nach Auskunft des Lagerarztes an Dysenterie und einem Herzinfarkt. Seine Urne wurde an die Familie übersandt und ist seit 1956 auf dem Friedhof von Tiv’on in Galiläa beigesetzt.
Das Joodsche Weekblad schrieb in einem Nachruf vom 6. Juni 1941: „Die Erinnerung an ihn wird bewahrt als die an einen warmherzigen und tatkräftigen Mann, der durch seine Arbeit zum Aufbau Palästinas beigetragen hat.“
Kahns Schwester Sophie Marthe starb am 27. August 1943 im KZ Auschwitz. Sein Sohn Benjamin konnte im August 1941 mit Hilfe des niederländischen Komitees für jüdische Flüchtlinge über Spanien und Kuba in die USA flüchten, wo er sich in Kalifornien niederließ; sein Sohn Gideon überlebte die Besatzungszeit untergetaucht im Haus der Studentenverbindung Unica in Amsterdam und übersiedelte später nach Israel.

## Schriften
- „Conventions” of politieke stelregels. Onderzoek naar de mogelikheid en de gewenschtheid van hun inlijving binnen het rechtsgebied. A. H. Kruyt, Amsterdam 1919 (zugleich juristische Dissertation Universität Amsterdam), OCLC 459706518

## Mitgliedschaften
- Gründungsmitglied der Nederlandsche Zionistische Studentenorganisatie (NZSO)
- Vorstandsmitglied des Nederlandsche Zionistenbond (NZB), unter anderem als Bundessekretär
- Vorstandsmitglied der Vereeniging van Vrienden der Hebreeuwsche Universiteit (Vereinigung der Freunde der Hebräischen Universität)
- Vorstandsmitglied der Vereinigung großer Arbeitgeber im Einzelhandel
- Vertreter Amsterdams in der niederländischen Industrie- und Handelskammer
- Kurator der Volksuniversiteit Amsterdam (Volkshochschule Amsterdam)
- Vorstandsmitglied der Stichting tot Financiering van Vakopleiding en Beroepsvorming van jonge Joden in Nederland (Stiftung zur Finanzierung der Berufsausbildung und der beruflichen Entwicklung junger Juden in den Niederlanden)